# Cyclanthera rusbyi
Cyclanthera rusbyi är en gurkväxtart som beskrevs av Nathaniel Lord Britton. Cyclanthera rusbyi ingår i släktet springgurkor, och familjen gurkväxter. Inga underarter finns listade i Catalogue of Life.